# Saison 3 de The Resident
Chronologie
Saison 2 Saison 4
Cet article présente le guide des épisodes de la troisième saison de la série télévisée américaine  The Resident.

## Généralités
- Aux États-Unis, cette saison a été diffusée du 24 septembre 2019 au 7 avril 2020.
- Au Canada, elle a été diffusée en simultané sur le réseau CTV.
- En France, elle a été diffusée du 3 mars au 12 mai 2021 sur TF1.

## Distribution

### Acteurs principaux
- Matt Czuchry (VF : Ludovic Baugin) : Resident Conrad Hawkins
- Emily VanCamp (VF : Cindy Tempez) : Infirmière Nicolette « Nic » Nevin
- Manish Dayal (VF : Nathanel Alimi) : Dr Devon Pravesh
- Shaunette Renée Wilson (VF : Laurence Mongeaud) : Dr Mina Okafor
- Bruce Greenwood (VF : Bernard Lanneau) : Dr Randolph Bell
- Malcolm-Jamal Warner (VF : Bertrand Dingé) : Dr AJ Austin[1]
- Glenn Morshower (VF : Richard Leroussel) : Marshall Winthrop[1]
- Jane Leeves : Kitt Voss[2]
- Morris Chestnut : Dr Barrett Cain

### Acteurs récurrents
- Michael Hogan : Dr Albert Nolan, chirurgien traumatologue
- Tasso Feldman (VF : Stéphane Marais) : Dr Irving Feldman, médecin urgentiste
- Jessica Miesel (VF : Diane Kristanek) : Infirmière Jessica Moore
- Catherine Dyer (en) : Infirmière Alexis Stevens
- Vince Foster (VF : Jean Rieffel) : Dr Paul Chu
- Denitra Isler : Infirmière Ellen Hundley
- Corbin Bernsen : Kyle Nevin, père de Nic
- Radek Lord : Grayson Betournay, assistant du Dr Randolph Bell
- Kearran Giovanni : Andrea Braydon
- Geoffrey Cantor : Zip Betournay
- Michael Paul Chan : Yee Austin
- Erinn Westbrook : Adaku Eze
- David Alan Grier : Lamar Broome
- Denise Dowse (en) : Carol Austin
- Adriane Lenox : Bonnie Broome
- Rob Yang : Logan Kim
- Shazi Raja : Nadine Suheimat
- Matt Battaglia : Bill Landry

### Invités
- Julianna Guill : Jessie Nevin, sœur de Nic

## Épisodes

### Épisode 1:Renaissance
- États-Unis /  Canada : 24 septembre 2019 sur Fox / CTV
- France :
  - 1er septembre 2020 sur Warner TV
  - 3 mars 2021 sur TF1[3]

### Épisode 2:La Chair de ma chair
- États-Unis /  Canada : 8 octobre 2019 sur Fox / CTV
- France :
  - 1er septembre 2020 sur Warner TV
  - 3 mars 2021 sur TF1[3]

### Épisode 3:Saints et pécheurs
- États-Unis /  Canada : 8 octobre 2019 sur Fox / CTV
- France : 
  - 8 septembre 2020 sur Warner TV
  - 10 mars 2021 sur TF1[4]

### Épisode 4:Systèmes de valeurs
- États-Unis /  Canada : 8 octobre 2019 sur Fox / CTV
- France : 
  - 8 septembre 2020 sur Warner TV
  - 10 mars 2021 sur TF1[4]

### Épisode 5:Mots choisis
- États-Unis /  Canada : 15 octobre 2019 sur Fox / CTV
- France :
  - 15 septembre 2020 sur Warner TV
  - 17 mars 2021 sur TF1[5]

### Épisode 6:La Journée des infirmières
- États-Unis /  Canada : 29 octobre 2019 sur Fox / CTV
- France :
  - 15 septembre 2020 sur Warner TV
  - 17 mars 2021 sur TF1[5]

### Épisode 7:Une femme en danger
- États-Unis /  Canada : 5 novembre 2019 sur Fox / CTV
- France :
  - 22 septembre 2020 sur Warner TV
  - 31 mars 2021 sur TF1[6]

### Épisode 8:La Journée du canard laqué
- États-Unis /  Canada : 19 novembre 2019 sur Fox / CTV
- France :
  - 22 septembre 2020 sur Warner TV
  - 31 mars 2021 sur TF1[6]

### Épisode 9:Assoiffé de sang
- États-Unis /  Canada : 26 novembre 2019 sur Fox / CTV
- France :
  - 29 septembre 2020 sur Warner TV
  - 7 avril 2021 sur TF1[7]

### Épisode 10:Le Dénonciateur
- États-Unis /  Canada : 14 janvier 2020 sur Fox / CTV
- France :
  - 29 septembre 2020 sur Warner TV
  - 7 avril 2021 sur TF1[7]

### Épisode 11:Chute libre
- États-Unis /  Canada : 21 janvier 2020 sur Fox / CTV
- France :
  - 6 octobre 2020 sur Warner TV
  - 14 avril 2021 sur TF1[8]

### Épisode 12:La Dernière Heure
- États-Unis /  Canada : 28 janvier 2020 sur Fox / CTV
- France :
  - 6 octobre 2020 sur Warner TV
  - 14 avril 2021 sur TF1

### Épisode 13:Balle de match
- États-Unis /  Canada : 21 janvier 2020 sur Fox / CTV
- France : 
  - 6 octobre 2020 sur Warner TV
  - 21 avril 2021 sur TF1

### Épisode 14:L'Homme à abattre
- États-Unis /  Canada : 11 février 2020 sur Fox / CTV
- France : 
  - 13 octobre 2020 sur Warner TV
  - 21 avril 2021 sur TF1

### Épisode 15:Dernière chance
- États-Unis /  Canada : 18 février 2020 sur Fox / CTV
- France : 
  - 20 octobre 2020 sur Warner TV
  - 28 avril 2021 sur TF1

### Épisode 16:Cendrillon à l'envers
- États-Unis /  Canada : 3 mars 2020 sur Fox / CTV
- France : 
  - 20 octobre 2020 sur Warner TV
  - 28 avril 2021 sur TF1

### Épisode 17:Ambiance cabaret
- États-Unis /  Canada : 17 mars 2020 sur Fox / CTV
- France : 
  - 27 octobre 2020 sur Warner TV
  - 5 mai 2021 sur TF1

### Épisode 18:Serment d'hypocrite
- États-Unis /  Canada : 24 mars 2020 sur Fox / CTV
- France : 
  - 27 octobre 2020 sur Warner TV
  - 5 mai 2021 sur TF1

### Épisode 19:Le Souffle court
- États-Unis /  Canada : 31 mars 2020 sur Fox / CTV
- France : 
  - 3 novembre 2020 sur Warner TV
  - 12 mai 2021 sur TF1

### Épisode 20:Jouer avec le feu
- États-Unis /  Canada : 7 avril 2020 sur Fox / CTV
- France : 
  - 3 novembre 2020 sur Warner TV
  - 12 mai 2021 sur TF1